# ایبافلوکساسین
ایبافلوکساسین(به انگلیسی: Ibafloxacin) (INN) یک  آنتی‌بیوتیک فلوروکینولونی است که در دامپزشکی کاربرد دارد.